# Tradescantia
Tradescantia is een geslacht van ongeveer zeventig soorten overblijvende planten uit de familie Commelinaceae.
Het geslacht is vernoemd naar twee Britse hoveniers: John Tradescant sr. (-1638) en zijn zoon John Tradescant jr. (-1662): beiden waren tuinman aan het hof van koning Karel I van Engeland. In het Engels wordt het geslacht meestal "spiderwort" (Spinnenkruid) genoemd.
De soorten komen van nature voor in de Nieuwe Wereld, waar hun verspreidingsgebied zich uitstrekt van Zuid-Canada tot in Noord-Argentinië.

## Beschrijving
Het zijn kruidachtige planten van 30-60 cm hoog. Gewoonlijk kan men hen alleenstaand of in groepjes vinden in beboste gebieden en in velden.
De bladeren zijn langwerpig, smal, en grasachtig tot lancetvormig. Ze zijn 3-45 cm lang.
De tweeslachtige bloemen kunnen wit, roze of paars zijn. Ze hebben drie kroonbladen en zes meeldraden. Vaak groeien ze eindstandig. De doosvruchten zijn driehokkig. Behalve bij Tradescantia spathacea bevatten zij steeds twee zaden per hok.
De eerste soort die beschreven werd, is Tradescantia virginiana. Deze komt van nature voor langs de oostkust van de Verenigde Staten van Alabama tot in Ontario. Ze werd in 1629 in Europa geïntroduceerd en heeft de laatste tijd de neiging om in Nederland ook in het wild te overleven.
Tradescantia occidentalis groeit langs de westkust en heeft in Canada de status 'bedreigd'. De noordelijke grens hier loopt in Saskatchewan, Manitoba en Alberta. Haar verspreidingsgebied loopt in het zuiden door Arizona en Texas.

## Taxonomie
Het geslacht bevat soorten die vroeger bij de geslachten Campelia, Cymbispatha, Mandonia, Neomandonia, Neotreleasea, Rhoeo, Separotheca, Setcreasea, Treleasea en Zebrina werden ingedeeld.

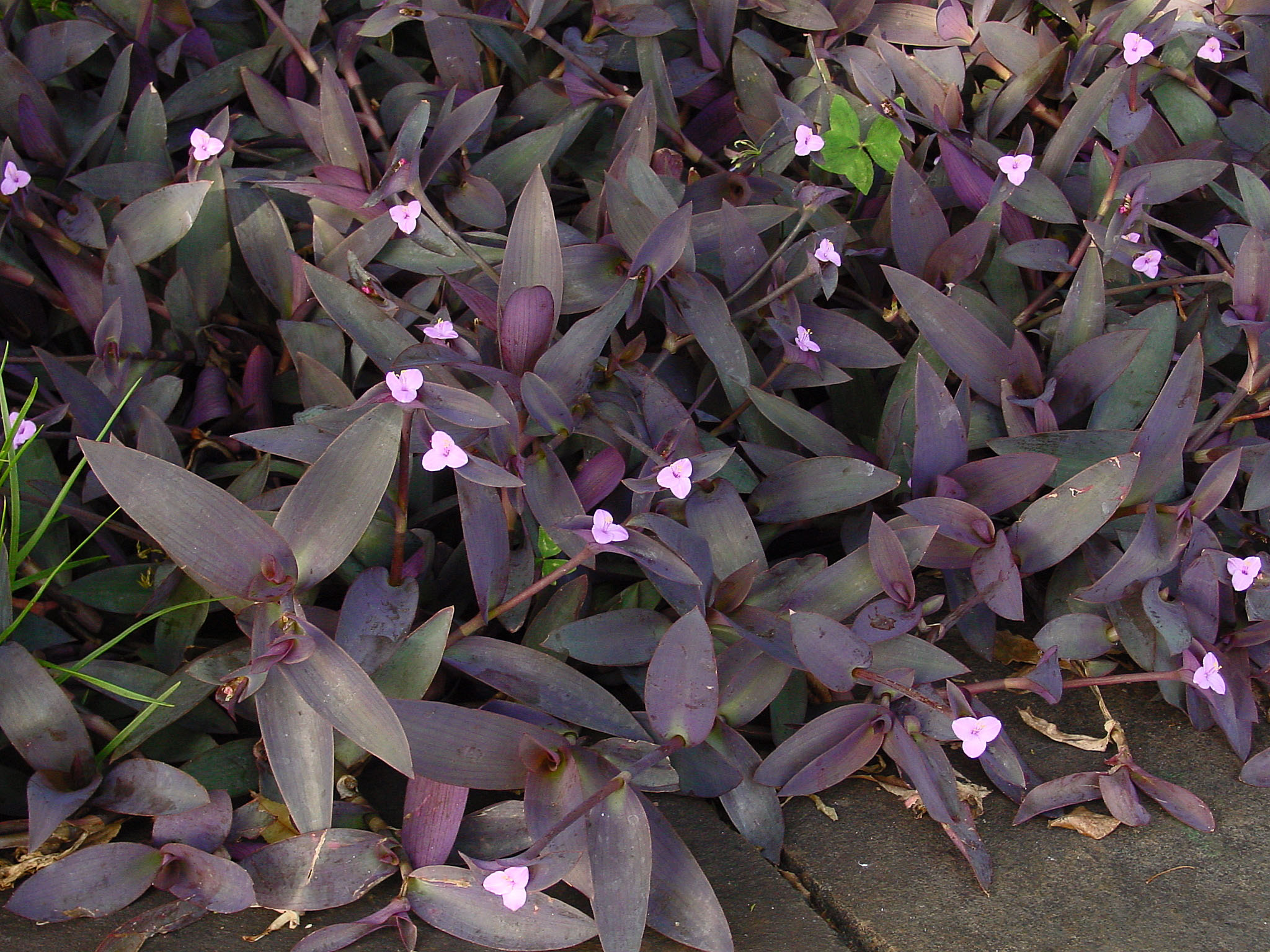
Tradescantia pallida

Een aantal soorten zijn:
- Tradescantia bracteata
- Tradescantia brevifolia
- Tradescantia buckleyi
- Tradescantia cerinthoides
- Tradescantia crassifolia
- Tradescantia crassula
- Tradescantia edwardsiana
- Tradescantia ernestiana
- Tradescantia fluminensis
- Tradescantia gigantea
- Tradescantia hirsuticaulis
- Tradescantia hirsutiflora
- Tradescantia humilis
- Tradescantia iridescens
- Tradescantia leiandra
- Tradescantia longipes
- Tradescantia occidentalis
- Tradescantia ohiensis
- Tradescantia ozarkana
- Tradescantia pallida
- Tradescantia paludosa
- Tradescantia pedicellata
- Tradescantia pinetorum
- Tradescantia roseolens
- Tradescantia reverchonii
- Tradescantia sillamontana
- Tradescantia spathacea
- Tradescantia subacaulis
- Tradescantia subaspera
- Tradescantia tharpii
- Tradescantia tepoxtlana
- Tradescantia virginiana
- Tradescantia wrightii
- Tradescantia zanonia
- Tradescantia zebrina